# Pompilio Ortega
Pompilio Ortega Hernández (La Libertad, Comayagua  1890 - Honduras, 1959) fue una personalidad del medio agropecuario y de la recopilación y divulgación del folclore nacional y la literatura oral hondureña.

## Biografía
Nació en La Libertad, Departamento de Comayagua el 15 de diciembre de 1890. Hijo legítimo de Juan Ortega Flores y Petrona Hernández Inestroza. Fue autodidacta, profesor e Ingeniero agrónomo. En 1910, se traslada a Tegucigalpa para estudiar magisterio, se graduó de la Escuela Normal en el año de 1914 y ejerce la docencia hasta 1917.  
Pompilio Ortega se traslada a Estados Unidos, con el fin de estudiar Agronomía, ingresa en la Universidad de Notre Dame, en 1921 se gradúa de Ingeniero Agrónomo.
Fue Director de la Escuela Normal, funda en San Jerónimo, Comayagua una escuela agrícola en el año de 1925.
Fundador y primer presidente del primer grupo de Boy´s Scout organizado en la Escuela Normal de Comayagüela en 1921 y por iniciativa personal y seguidamente funda la primera oficina del café, dando el surgimiento de la revista Noticias sobre Café.
De acuerdo al historiador nacional José Reina Valenzuela: Pompilio Ortega "Dedicó sus estudios no solo al agro hondureño sino a recopilar sus tradiciones y leyendas, recogiendo pacientemente la música nacional y en pueblos y aldeas para formar el alma musical de nuestro folclore".
Introdujo el escultismo a Honduras y fue fundador de la Escuela de Cuyucutena. En esta escuela se enseñaba a leer y escribir a los jóvenes por las noches mismos que recibían enseñanzas de agropecuaria por el día. Destacan dentro de sus alumnos don Agusto Oviedo, padre del poeta Jorge Luis Oviedo de La Libertad, Comayagua y don Cristóbal Andara Flores oriundo de El Rancho Esquias prominente empresario de Comayagua. 
En 1983 Alfonso Guerrero Ulloa escribió la letra y música del himno a Pompilio Ortega, mismo que es cantado en el Instituto de La Libertad que orgullosamente lleva su nombre.
Una de sus frases célebres de Don Pompilio Ortega fue: "el estudio y el trabajo glorifican al hombre".
Su estela fulgurante aún permanece encendida iluminando y cultivando las mentes de las personas que tiene el honor de leer sus libros entre los que se destacan: Patrios Lares; obra de interés folclórico que como dijera el Dr. Louis J. Joest, es algo así como una enciclopedia del sentido, un libro de texto del patriotismo creador. Pompilio Ortega es un digno exponente de la narrativa hondureña, fiel reflejo de su talento y su amor acendrado a la patria que lo vio nacer. Patrios Lares es una obra de la narrativa autóctona de nuestra tierra, de relatos que describen con claridad meridiana la idiosincrasia de nuestros pueblos y que la definen  como una obre única en su género. Es una compilación de datos folclóricos que dan una visión clara de Honduras mestiza y campesina de mediados del siglo XIX en la zona centro-sur.

## Obras de Pompilio Ortegas
- Nociones de agricultura (Tegucigalpa, 1921)
- El cultivo del café en Honduras (Tegucigalpa, 1946)
- Patrios lares (Tegucigalpa, 1946)
- Numerosas cartillas relativas al cultivo del cafeto.

Patrios Lares es una obra pionera en la investigación y registro de las tradiciones orales de Honduras. Su autor, comprometido con el desarrollo de la agricultura, particularmente con el café, se dio a la tarea de recorrer las regiones rurales del país y en sus viajes pudo ir conociendo y tomando nota de las tradiciones que los campesinos le relataban. Pasados los años, cuando Pompilio Ortega rondaba los cincuenta años de edad, dispuso poner por escrito las tradiciones y leyendas que había escuchado en el interior de Honduras. Es así como nace Patrios Lares, un libro que fue leído con fervor en las escuelas e institutos del país durante largos años.